# Liocrobyla lobata
Liocrobyla lobata är en fjärilsart som beskrevs av Hiroshi Kuroko 1960. Liocrobyla lobata ingår i släktet Liocrobyla och familjen styltmalar. Inga underarter finns listade i Catalogue of Life.